# Ґюнтер Штрак
Ґюнтер Штрак (нім. Gunter Strack; нар. 4 червня 1929, Дармштадт, Німеччина — пом. 18 січня 1999, Мюнхштайнах, Німеччина) — німецький актор кіно, театру та телебачення.

## Життєпис
Ґюнтер Штрак народився 4 червня 1929 року в місті Дармштадт. Закінчив Штутґартську вищу школу музики і театру.
1949 року дебютував у Театрі Оберхаузена, виконав роль Фердинанда у виставі «Підступність та кохання» Фрідріха Шиллера.
Помер 18 січня 1999 року від серцевої недостатності.

## Вшанування пам'яті
На його честь у 2000 році було засновано «Телевізійну премію Ґюнтера Штрака».

## Особисте життя
У 1958 року одружився з Лор Генніґ (1936-2014), з якою прожив у шлюбі до своєї смерті. У подружжя був син Міхаель Штрак (нар. 1956).

## Фільмографія
- 1996 — Людина-тінь[de] — Ганс Мольбах
- 1994-1998 — Коніґ[de] — Йоганнес «Ганнес» Коніґ
- 1988 — Шварцвальдська клініка[de] — Альвін Кульмбах
- 1981-1988 — Справа на двох[de] — Дітер Ренц
- 1979 — Революція у Франкфурті[de] — Вінценц Феттмільх
- 1978 — Скляна клітина[en] — Ґоллер, режисер
- 1976 — Справа Леру[de] — Дабурон
- 1976 — Зимою, яка була влітку[de] — ландграф Гессен-Кассель
- 1975-1977 — Інспектор Деррік — Клесс / Ґрейзер
- 1974 — Досьє «ODESSA»[en] — Кунік
- 1972 — Один раз в житті — історія одного будинку[de] — Курт Віммер
- 1970 — День розплати — Джо Вест
- 1966 — Розірвана завіса — Карл Манфред, професор
- 1966 — Кліфф Декстер[de] — Фолко Спонеллі
- 1961 — Диво Малахіаса[de] — капелан Мерц

## Нагороди
- 1990 — Великий хрест 1-го ступеня Ордена «За заслуги перед Федеративною Республікою Німеччина»
- 1988 — Медаль Карла Цукмаєра[de]

## Премії та номінації
| Рік  | Нагорода                     | Номінація                                                    | Результат |
| ---- | ---------------------------- | ------------------------------------------------------------ | --------- |
| 1997 | Золота камера                | Найкращий німецький актор                                    | Перемога  |
| 1996 | Баварська телевізійна премія | Найкращий актор у телесеріалі чи мінісеріалі («Людина-тінь») | Перемога  |